# Mycodrosophila mulgravensis
Mycodrosophila mulgravensis är en tvåvingeart som beskrevs av Bock 1980. Mycodrosophila mulgravensis ingår i släktet Mycodrosophila och familjen daggflugor. Inga underarter finns listade i Catalogue of Life.